# Jewgienij Timkin
Jewgienij Leonidowicz Timkin, ros. Евгений Леонидович Тимкин (ur. 3 września 1990 w Murmańsku) – rosyjski hokeista.

## Kariera
- Awangard Omsk 2 (2006-2008)
- Awangard Omsk (2008-2010)
  -  Omskie Jastrieby (2009-2010)
- Florida Everblades (2010-2011)
- Mississippi Riverkings (2011)
- Witiaź Czechow (2011-2013)
  -  Russkie Witiazi Czechow (2011)
- Mietałłurg Magnitogorsk (2013-2020)
- SKA Sankt Petersburg (2020-2022)
- Saławat Jułajew Ufa (2022-)

Wychowanek Awangardu Omsk. Od lipca 2011 zawodnik klubu Witiaź Czechow. Od maja 2013 zawodnik Mietałłurga Magnitogorsk, związany trzyletnim kontraktem. Po sezonie 2019/2020 odszedł z klubu. Od maja 2020 zawodnik SKA Sankt Petersburg. Latem 2022 przeszedł do Saławata Jułajewa Ufa.
W składzie reprezentacji Rosyjskiego Komitetu Olimpijskiego (ang. ROC) brał udział w turnieju MŚ edycji 2021.

## Sukcesy
Klubowe
- Puchar Gagarina – mistrzostwo KHL: 2014, 2016 z Mietałłurgiem Magnitogorsk
- Złoty medal mistrzostw Rosji: 2014, 2016 z Mietałłurgiem Magnitogorsk
- Finał o Puchar Gagarina: 2017 z Mietałłurgiem Magnitogorsk
- Srebrny medal mistrzostw Rosji: 2017 z Mietałłurgiem Magnitogorsk

Indywidualne
- ECHL (2010/2011): Mecz Gwiazd ECHL
- KHL (2015/2016): pierwsze miejsce w klasyfikacji wykonanych uderzeń ciałem w fazie play-off: 50
- KHL (2017/2018): Nagroda Żelazny Człowiek (dla zawodnika, który rozegrał najwięcej spotkań mistrzowskich w ostatnich trzech sezonach): 224[7][8][9]